# Synody olomoucké diecéze
Diecézní synody jsou v Olomouci doloženy již ve 13. století a byly konány do konce 16. století.

## Seznam olomouckých diecézních synod

### Údajné synodyJindřicha Zdíka
Nejsou historicky prokazatelné

### ProtosynodyKonráda z FriedberkuaBruna ze Schauenburku
- 1243, Pustiměř
- 1252 nebo / a 1253, Kroměříž
- 1266, Kroměříž
- 1270
- 1277, Olomouc

### Protosynody biskupaDětřicha
- 1281
- 1282, Kroměříž

### Synody 14. století
- Mezi 1311-1316 (asi 1312), Kroměříž, za biskupa Petra II.
- 1318, Kroměříž, biskup Konrád I.
- 1349, biskup Jan Volek
- 1380, Kroměříž, biskup Jan ze Středy

### Synody 15. století
- 1413, Vyškov, Václav Králík z Buřenic
- 1431, Brno, biskup Kuneš ze Zvole
- 1498, Vyškov, biskup Stanislav Thurzo (často mylně datována do roku 1538).

### Synody 16. století
- 1568, biskup Vilém Prusinovský
- 1591, biskup Stanislav Pavlovský